# Сасанидска империя
Сасанидската империя, наричана още Втора персийска империя и Неоперсийска империя, е персийска държава, съществувала от началото на 3 век до средата на 7 век. При най-голямото си териториално разширение тя обхваща днешните Иран, Ирак, Азербайджан, Армения, Туркменистан и части от Узбекистан, Афганистан, Пакистан, Турция, както и цялото крайбрежие на Персийския залив.
Основател на Сасанидската династия е Сасан, който като васал на Партското царство и управлява провинция Фарс в Югозападен Иран. Неговата столица Истахр е разположена в близост до развалините на древния Персеполис, разрушен от Александър Велики през 330 пр.н.е. Сасанидският владетел Ардашир I завладява няколко съседни области, след което влиза в открит конфликт с партите. През 224 той удържа голяма победа срещу тях, като самият цар Артабан IV е убит. С това се поставя началото на Сасанидското царство.
Управлението на Сасанидите се смята за един от периодите на разцвет на Иран. Привърженици на зороастризма, те го превръщат в систематизирана държавна религия, но въпреки това проявяват относителна религиозна търпимост, особено в първата половина на управлението си. Преследванията срещу християните започват в началото на 4 век, след обявяването на християнството за държавна религия в Римската империя, традиционен противник на Иран. Сасанидските царе първоначално оказват подкрепа на манихейството, опит за синтез на християнството и зороастризма. Първата книга на Мани, Шапураган, е посветена на цар Шапур I.
Изтощена от непрекъснатите войни с Византия, Сасанидската държава е завладяна лесно от Арабския халифат. През 637 г. е превзета столицата Ктезифон, близо до днешен Багдад, а до 649 цял Иран е под тяхна власт. Последният сасанидски цар Яздегерд III е убит през 651 г.

## Сасанидски царе
- Ардашир I (227 – 241)
- Шапур I (241 – 272)
- Хормазд I (272 – 273)
- Бахрам I (273 – 276)
- Бахрам II (276 – 293)
- Бахрам III (293)
- Нарсес (293 – 303)
- Хормазд II (303 – 310)
- Адарнарсех (310)
- Шапур II (310 – 379)
- Ардашир II (379 – 383)
- Шапур III (383 – 388)
- Бахрам IV (388 – 399)
- Яздегерд I (399 – 420)
- Бахрам V Дивото магаре (420 – 438)
- Яздегерд II (438 – 457)
- Хормазд III (457)
- Фируз I (457 – 484)
- Балаш (484 – 488)
- Кобад I (488 – 497)
- Замасп (497 – 499)
- Кобад I (499 – 531), повторно
- Хосров I Справедливи (531 – 579)
- Хормазд IV (579 – 590)
- Бахрам VI Чобен (590 – 591)
- Бистам (591 – 595)
- Хосров II Победителят (591 – 628)
- Хормазд V (593)
- Кобад II Шерой (628)
- Ардашир III (628 – 630)
- Шахрбараз (630)
- Пурандохт (630 – 631)
- Азармидохт (631)
- Хормазд VI (631 – 632)
- Яздегерд III (632 – 651)

## Хронология
- 226 – 240: Управление на Ардашир I.
- 226 – 227: Бунтове срещу Партското царство.
- 229 – 232: Война с Римската империя.
  - Зороастризмът отново става официална религия.
  - Събрани са текстовете, известни като Зенд Авеста.
- 241 – 271: Управление на Шапур I.
- 241 – 244: Първа война с Рим.
- 258 – 260: Втора война с Рим.
- 215 – 271: Мани, основател на манихейството.
- 271 – 301: Време на династически борби.
- 309 – 379: Управление на Шапур II.
- 399 – 420: Управление на Яздегерд I
- 409: Разрешено е на християните публично да изповядват своята религия и да строят църкви.
- 416 – 420: Преследване на сасанидските християни след като Яздегерд отменя своята по-ранна заповед.
- 420 – 440: Управление на Бахрам V.
- 420 – 422: Война с Рим.
- 424: Съветът на Дад-Ишу обявява Източната църква за независима от Константинопол.
- 483: Едиктът за толерантността е издаден, за да разреши християнството.
- 491: Арменската църква отхвърля Халкедонския събор.
  - Несторианството става доминираща християнска секта в Сасанидското царство.
- 531 – 579: Управление на Хосров I.
- 533: Сключен е договор за безкраен мир с Рим.
- 540 – 562: Война с Рим.
- 591 – 628: Управление на Хосров II.
- 603 – 610: Война с Рим.
- 610: Арабите побеждават сасанидската армия при Ду-Кар.
- 610 – 620: Войната с Рим е продължена.
- 626: Обсада на Константинопол.
- 627: Римският император Ираклий предприема инвазия в Асирия и Месопотамия.
- 627(XII): Персийската армия е разгромена при Ниневия от римляните – убит е Рахзад.
- 628 – 632: Честа смяна на владетелите.
- 632 – 644: Действително управление на Яздегерд III.
- 633: Мюсюлманите нападат Ирак и в четири последователни сражения разбиват персите.
- 636(XI): Персийската армия е разгромена при Кадисия от мюсюлманите – убит е Рустам.
- 637: Мюсюлманите превземат Ктесифон.
- 641(XII): Персийската армия е разгромена при Нехавенд от мюсюлманите – убит е Бахман.
- 644: Персия окончателно е завладяна от арабите.
- 651: Убит е Яздегерд III при негов опит да отвоюва част от земите си.